# 福田誠 (財務官僚)
福田 誠（ふくた まこと、1973年3月24日 - ）は、日本の財務官僚。滋賀県出身。

## 人物
滋賀県立彦根東高等学校では柔道部主将、滋賀県60㎏以下級第三位。
京都大学経済学部では吉田和男ゼミに所属。
財務省主計局主計企画官補佐（調整第一係主査）当時、滋賀報知新聞において、滋賀県知事選の候補として下馬評に出ているとの報道もあった。

## 略歴
- 1991年3月：滋賀県立彦根東高校卒業[2]。
- 1996年3月：京都大学経済学部卒業。
- 1996年4月：大蔵省入省（主計局総務課企画係）[1]。
- 1997年、主計局法規課調査係員に異動。
当時の上司の係長は、木原誠二内閣官房副長官[4]。
- 1998年：南カリフォルニア大学大学院（経済学専攻）。
- 2000年7月：経済企画庁物価局物価政策課総括係長。
- 2001年1月：内閣府政策統括官（経済社会システム担当）付参事官（財政運営の基本担当）付政策企画専門職。
- 2002年：財務省関税局調査保税課課長補佐（総括）。
- 2003年：関税局業務課課長補佐（総括）。
- 2005年：青森県健康福祉部高齢福祉保険課長[1]。
- 2007年：青森県総務部財政課長[1]。
- 2009年7月：主計局主計企画官補佐（調整第一係主査）[1]。
- 2010年7月：主計局主計官補佐（国土交通第一係、二係主査）[1]。
- 2011年7月：大臣官房秘書課首席監察官兼秘書課人事企画室長。
- 2012年7月：内閣府行政刷新会議事務局参事官補佐兼内閣官房行政改革実行本部事務局局員。
- 2012年12月：根本匠復興大臣大臣秘書官に就任[1]。
- 2014年9月：関税局総務課政策推進室長。
- 2015年7月9日：大臣官房文書課広報室長[1]。
- 2016年6月：理財局国有財産企画課政府出資室長[1]。
- 2018年7月：公正取引委員会事務総局官房国際課企画官。
- 2019年7月：公正取引委員会事務総局経済取引局取引部取引企画課取引調査室長。
- 2020年7月22日：関税局監視課長。
- 2021年7月9日：主計局主計官（内閣、デジタル、復興、外務、経済協力担当）[5]。
- 2022年7月1日：公正取引委員会事務総局審査局第五審査長[6]。